# Вила Лубурић
Вила Лубурић је назив усташког логора за ликвидацију Срба и Јевреја током Другог свјетског рата у Сарајеву под НДХ окупацијом. Овај нацистички логор смрти је добио име по Вјекославу Максу Лубурићу, команданту и идејном творцу система усташких концентрационих логора Јасеновац.

## Изглед и положај логора
Овај усташки логор се налазио у пријератној вили која се звала „Вила Вилкерт“ (Vila Wilkert), а која је била велико грађевинско здање. Ову вилу су усташе насилно заузеле на почетку Другог свјетског рата у прољеће 1941. године, када је логор постао активан, па све до ослобођења Сарајева 6. априла 1945. године. Логор Вила Лубурић се налазио на адреси 18. Скендерија (улица), на самој Скендерији у центру Сарајева.

## Вјекослав Макс Лубурић
Вјекослав Макс Лубурић командант и идејни творац Система усташких концентрационих логора Јасеновац, је био базиран у овом усташком логору од јесени 1944. све до 6. априла 1945. године када је Сарајево ослобођено. Усташки логор Вила Лубурић је добио име по Вјекославу Максу Лубурићу. У периоду Лубурићевог терора, стотине Срба и Јевреја је мучено и убијано у подруму овог усташког логора. Многе жртве је Лубурић мучио и убијао лично. Народно ослободилачке партизанске власти Југославије су непосредно након ослобођења Сарајева 6. априла 1945. извршиле ексхумацију остатака тијела жртава из масовних гробница које су се налазиле у парку-башти Виле Лубурић.
Окупација и терор: Средином фебруара 1945. Павелић шаље у Сарајево пуковника Вјекослава Макса Лубурића са упутствима да уништи покрет отпора. Садистички креативни специјалиста за полицијски терор, Лубурић је своје намере објавио у говору на вечери пред преко стотину локалних званичника 24. фебруара 1945. 6. марта је запретио смрћу сваком ко не пријави припаднике отпора. Затим је основао "Злочиначки ратни суд команданта пуковника Лубурића" и пред судом је извео осамдесет пет особа током марта 1945. Тридесет и једна је осуђена на вешање, а остали су осуђени на затворске казне. Али произвољна убиства ишла су даље од оних која су изведена пред суд. Док су се партизанске снаге приближавале граду, 27. и 8. марта у Мариндвору је 55 људи обешено на дрвеће са плакатима око врата на којима је писало: „Живео Поглавник“. Многи други су мучени и брутално убијени у вили близу места вешања. Послератна комисија за ратне злочине идентификовала је 323 жртве Лубурићевог режима терора у Сарајеву. Резултатима његове бруталности сведочио је Ландрум Болинг, млади амерички новинар који је стигао у град 7. априла након што су га партизанске снаге ослободиле. Показана му је просторија у којој су тела "наслагана као корд једно на друго. Речено нам је да су то Срби које су усташе обесиле бодљикавом жицом са расветних стубова у Сарајеву", рекао је. Лубурићева кратка владавина терора представљала је коначно усташко језиво наслеђе у Сарајеву. Док су се изводили његови последњи садистички чинови, судбина Сарајева се одлучивала на бојном пољу у брдима око града.— Сарајево: Биографија, Роберт Ј. Донија, 2006.

## Судбина меморијалног центра
Након ослобођења Сарајева 6. априла 1945. је одлучено да се на мјесту усташког логора Виле Лубурић уреди музеј жртвама геноцида, за шта су се посебно залагали градоначелници Сарајева Дане Олбина и Емерик Блум. Промјеном политичке климе у Југославији и успоном Џемала Биједића на власт, под изговором идеологије братства и јединства долази до одлуке да се зграда усташког логора Виле Лубурић сруши. Зграда усташког логора Вила Лубурић је срушена почетком седамдесетих година 20. вијека, а на њеном мјесту је изграђено дјечје обданиште. Годишње комеморације догађаја и мјеста која су обиљежила Народноослободилачку борбу Југославије су помињана до 1992. године, а од тада све рјеђе. Комеморативна плоча обиљежава мјесто гдје се налазила зграда усташког логора Вила Лубурић.